# Rezerwat przyrody Buczyna w Cyrance na Płaskowyżu Kolbuszowskim
Rezerwat przyrody Buczyna w Cyrance na Płaskowyżu Kolbuszowskim – rezerwat leśny znajdujący się na terenie powiatu mieleckiego, w gminie Mielec, jak również w granicach Mielecko-Kolbuszowsko-Głogowskiego Obszaru Chronionego Krajobrazu.
Rezerwat powołany został w 1960 r. w celu zachowania ze względów naukowych i dydaktycznych zbiorowiska leśnego typu przejściowego między ubogą formą buczyny karpackiej a lasem dębowo-grabowym. Obszar chroniony obejmuje 20,08 ha drzewostanu stanowiącego niewielki fragment większego kompleksu leśnego stanowiącego część Puszczy Sandomierskiej. Granice rezerwatu przebiegają około 300 m na południe od miejscowości Przyłęk Górny.
Drzewostan rezerwatu tworzy mozaikę i formy przejściowe dwóch zespołów, a jednocześnie chronionych siedlisk przyrodniczych: żyznej buczyny karpackiej i grądu subkontynentalnego. Spis flory obszaru chronionego obejmuje ponad 60 taksonów roślin naczyniowych, w tym gatunki chronione:  kłokoczka południowa, buławnik mieczolistny, podkolan zielonawy i czosnek niedźwiedzi.
Poszczególne części rezerwatu podlegają ochronie ścisłej lub czynnej.
Teren rezerwatu został udostępniony do zwiedzania poprzez wyznaczenie szlaku pieszego – ścieżki dydaktycznej „Poznaj Las”. W sąsiedztwie obszaru chronionego przebiega szlak zielony im. gen. Władysława Sikorskiego.